# Hermann Bärthel

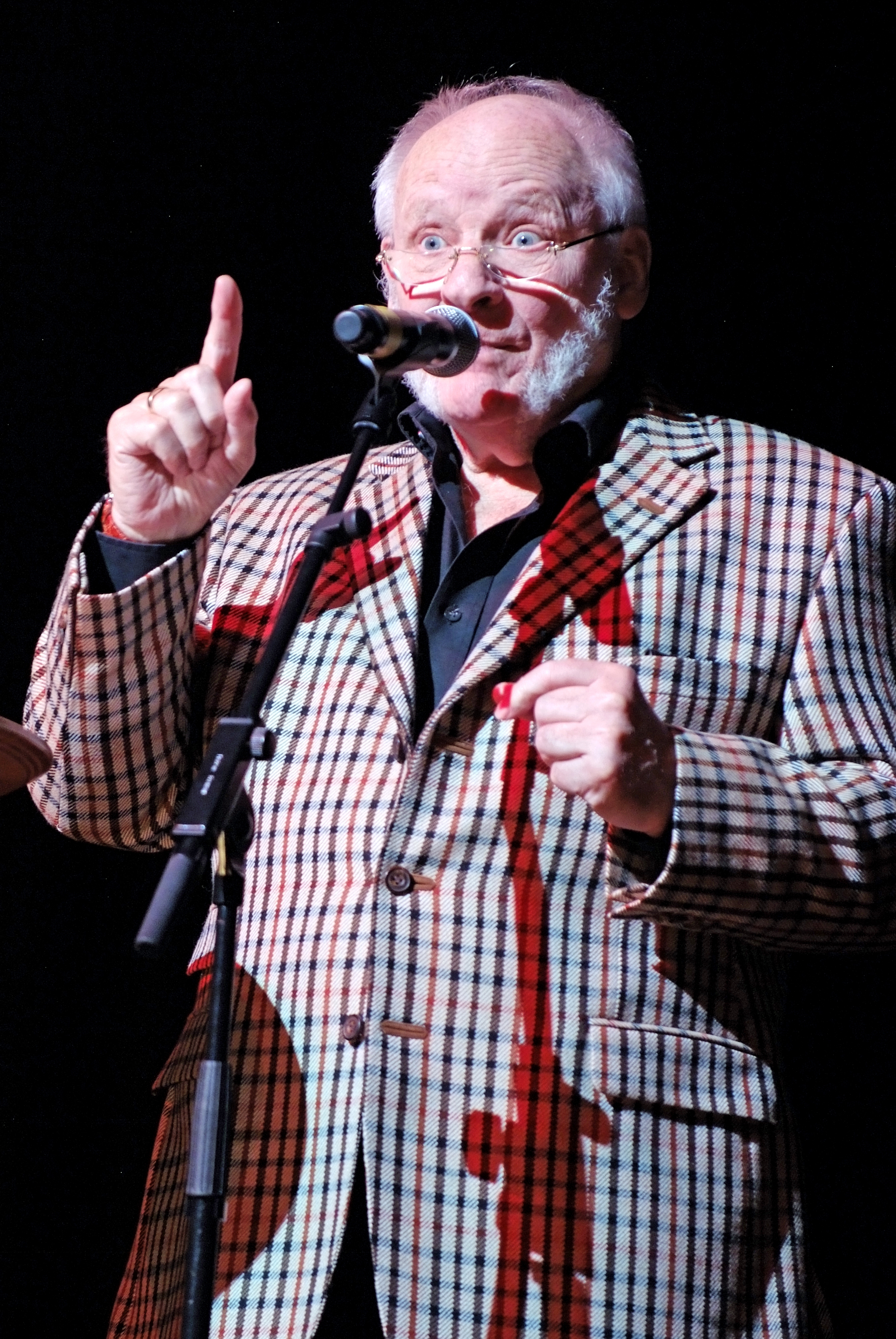
Hermann Bärthel 2012

Hermann Bärthel (* 8. August 1932 in Hamburg) ist ein deutscher Lehrer, Hörfunksprecher und niederdeutscher Autor.

## Leben

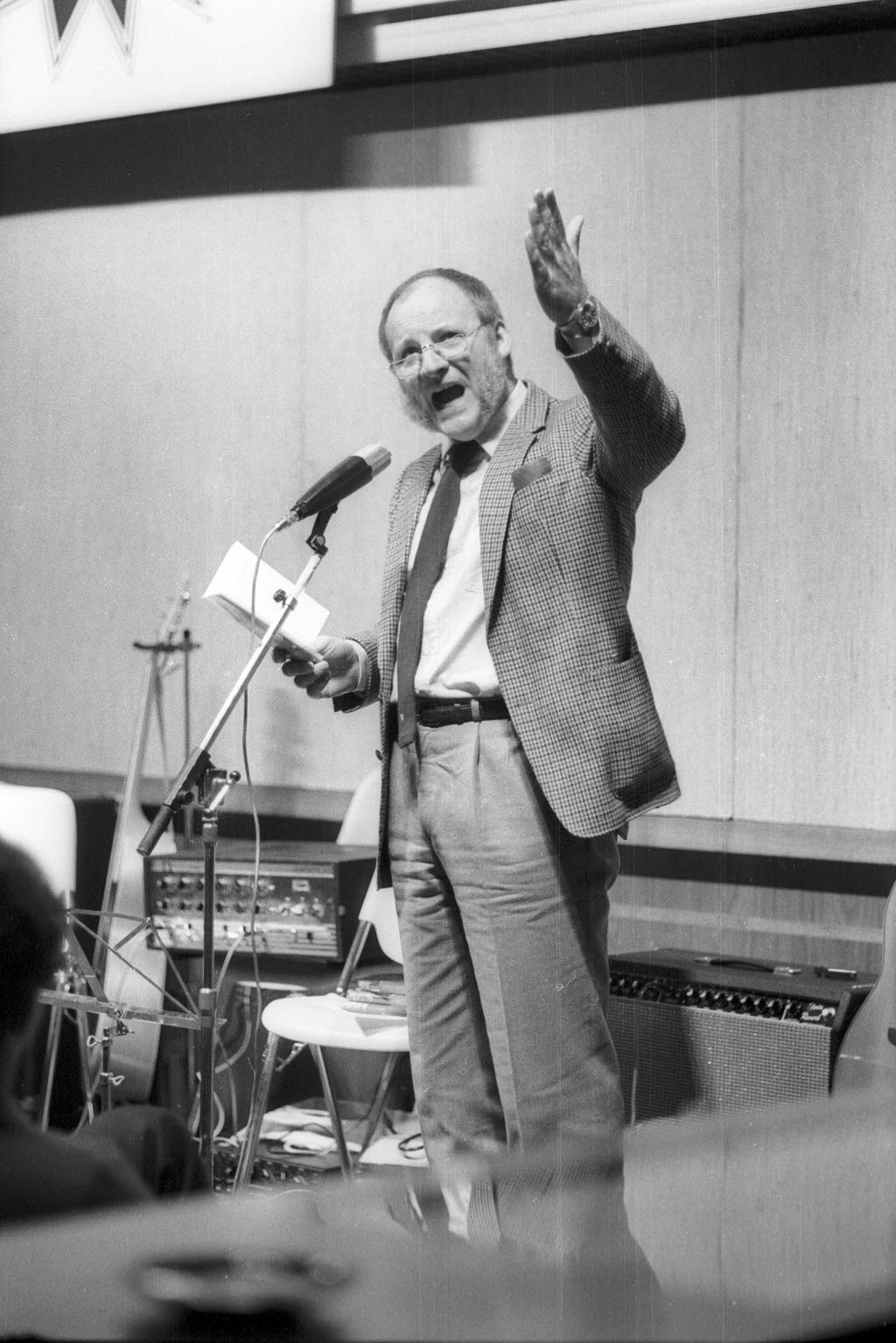
Buchlesung bei den Kieler Nachrichten 1982

Bärthel wuchs in Hamburg auf und ging dort 1949, nach der Schulzeit, in die Lehre. Danach arbeitete er zunächst als Schneidergeselle und später sechzehn Jahre lang als selbstständiger Textilkaufmann. Während dieser Zeit besuchte er fünf Jahre das Abendgymnasium und machte das Abitur. Anschließend studierte er in Hamburg Anglistik, Germanistik und Erziehungswissenschaften und wurde Lehrer am Gymnasium Meiendorf, an dem er bis zu seiner Pensionierung 1995 tätig war.
Bekannt wurde Bärthel im norddeutschen Raum als Autor und Sprecher der NDR-Sendereihe Hör mal'n beten to. Es folgten weitere Sendereihen wie Bärthels Jazz un Platt, Hermann in Äkschn und Bärthels Platt-Pläseer. Er betätigt sich auch als Sänger. Neben seinen Werken in Plattdeutsch veröffentlicht er auch Tonträger mit Lesungen zu Jazzmusik.
Hermann Bärthel ist verheiratet und hat zwei Söhne.

## Werke
- Strohwitwers: Vergnögte Vertellen vun Leev, Lüd un lütten Arger. Quickborn-Verlag, Hamburg 1977, ISBN 3-87651-056-2.
- Locker öbern Hocker: Feine meschugge un achtersinnige Vertellen. Quickborn-Verlag, Hamburg 1978, ISBN 3-87651-061-9.
- Ick - dat Lustobjekt: [echt vigeliensche Vertellen for Lüüd vun hüüt]. Quickborn-Verlag, Hamburg 1979, ISBN 3-87651-069-4.
- Mann in de Tünn: Dulle Vertellen to'n Gniggern un Grienen. Quickborn-Verlag, Hamburg 1980, ISBN 3-87651-073-2.
- Fardig, los, Wiehnachten. Quickborn-Verlag, Hamburg 1980, ISBN 3-87651-076-7.
- Platt för Plietsche: Veel Pläseer för em un ehr. Quickborn-Verlag, Hamburg 1981, ISBN 3-87651-083-X.
- Hermann in Äkschn: Mol Wohrheit, mol Lögen, jümmers to'n Högen. Quickborn-Verlag, Hamburg 1983, ISBN 3-87651-088-0.
- Lüüd vun hüüt: Wat allens passeert bi Minsch un Deert. Quickborn-Verlag, Hamburg 1984, ISBN 3-87651-095-3.
- Hacke, Pieke, een - twee - dree: Vun Sport un Speel 'n happig Deel. Quickborn-Verlag, Hamburg 1985, ISBN 3-87651-099-6.
- Ünner'n Dannboom: Wiehnachtliche Vertellen. von Hermann Bärthel, Irmgard Harder, Günter Harte, Rosemarie Hattendorf und Gerd Lüpke, Quickborn-Verlag, Hamburg 1985, ISBN 3-87651-100-3.
- Nich to glöven!: Niederdt. Glossen u. Grotesken. Quickborn-Verlag, Hamburg 1986, ISBN 3-87651-103-8.
- Nee aber ok!: Niederdt. Satiren u. Grotesken. Quickborn-Verlag, Hamburg 1988, ISBN 3-87651-117-8.
- Er nu wieder ...: Dumme Schnacks u. wirre Reden - platt, hoch, missingsch ; Jux für jeden! Quickborn-Verlag, Hamburg 1988, ISBN 3-87651-113-5.
- Strohwitwers: Vergnögte Vertellen vun Leev, Lüüd un lütten Arger. Quickborn-Verlag, Hamburg 1990, ISBN 3-87651-126-7.
- Düvel, Blitz un Dunnerslag. Quickborn-Verlag, Hamburg 1990, ISBN 3-87651-129-1.
- Fidele Wiehnachts-Äkschn: En plattdüütschen Adventskalenner. Quickborn-Verlag, Hamburg 1992, ISBN 3-87651-143-7.
- De besten Geschichten. Quickborn-Verlag, Hamburg 1992, ISBN 3-87651-142-9.
- Meschugge Tieden. Quickborn-Verlag, Hamburg 1994, ISBN 3-87651-176-3.
- Kalli Glubber: Ferien op'n Buurnhoff. Hermann Bärthel und Wolfgang Nagl, Quickborn-Verlag, Hamburg 1995, ISBN 3-87651-185-2.
- Hermann Bärthel vertellt. Quickborn-Verlag, Hamburg 1996, ISBN 3-87651-192-5.
- Fix wat los!: Niederdeutsche Glossen und Satiren. Quickborn-Verlag, Hamburg 1998, ISBN 3-87651-209-3.
- Witte Wiehnacht un annern Tühnkraam. Quickborn-Verlag, Hamburg 1999, ISBN 3-87651-218-2.
- Bärthels Allerbest. Quickborn-Verlag, Hamburg 2000, ISBN 3-87651-225-5.
- Pläseer & Plagen. Quickborn-Verlag, Hamburg 2001, ISBN 3-87651-233-6.
- Platt för Plietsche: veel Pläseer för em un ehr. Quickborn-Verlag, Hamburg 2003, ISBN 3-87651-272-7.
- Klookschieter. Quickborn-Verlag, Hamburg 2004, ISBN 3-87651-280-8.
- Hacke, Pieke, Toooor!: vun Football, Golf un anner Äkschn. Quickborn-Verlag, Hamburg 2006, ISBN 3-87651-295-6.
- Dat Leven is 'ne Achterbahn. Quickborn-Verlag, Hamburg 2008, ISBN 978-3-87651-332-4.
- SOKO Wiehnacht. Quickborn-Verlag, Hamburg 2009, ISBN 978-3-87651-341-6.
- Hörmis Hailaits. Verlag Michael Jung, Kiel 2012, ISBN 978-3-89882-129-2.
- Ida... Söte Zuckersnuut!: Hörmi und Ida - ihre fidelsten Ehescharmützel aus 35 Jahren in „Hör mal ´n beten to“.  epubli GmbH, Berlin 2015, ISBN 978-3-7375-3828-2
- Hörmis Häppie Krissmess. epubli GmbH, Berlin 2015, ISBN 978-3-7375-7522-5.
- Hambuich anne Elbe: Echt prollige Stories aussas wahre Leben. epubli GmbH, Berlin 2015, ISBN 978-3-7375-3827-5.
- Lustern nah binnen: Sinniges un Achtersinniges. epubli GmbH, Berlin 2017, ISBN 978-3-7418-9162-5.
- Drei im Himmelbett: Eine herrlich verkitschte Bettgeschichte. epubli GmbH, Berlin 2019, ISBN 978-3-7485-3291-0.

## Tonträger
- Denn makt wi eerst mol Foffteihn, Lüüd: Plattdeutsche Lieder und Geschichten (Schallplatte), Phonogram, Hamburg 1981
- Nee aber ok!: Un anner Vertellen. Plattdüütsch för Tohörers (Toncassette), Quickborn-Verlag, Hamburg 1989, ISBN 3-87651-150-X.
- Bärthels Platt Pläseer: Plattdeutsche Glossen und Satiren (CD-ROM), Quickborn-Verlag, Hamburg 1999, ISBN 3-87651-251-4.
- Bärthels Jazz & Platt: Hermann Bärthel und ... die Jailhouse Jazzmen ; Live aus dem Hamburger Cotton Club (CD), Quickborn-Verlag, Hamburg 2004, ISBN 3-87651-267-0.
- Dat groote plattdüütsche Hörbook (CD), Quickborn-Verlag, Hamburg 2005, ISBN 3-87651-303-0.
- Hermann in Äkschn: Live-Mitschnitt (CD), Quickborn-Verlag, Hamburg 2007, ISBN 978-3-87651-307-2.
- Hörmis Hailaits (CD), Verlag Michael Jung, Kiel 2012, ISBN 978-3-89882-130-8.